# Elbow Lake (hrabstwo Grant)
Elbow Lake – miasto w Stanach Zjednoczonych, w stanie Minnesota, siedziba administracyjna hrabstwa Grant.